# Sveriges Kommunikationsbyråer
Sveriges Kommunikationsbyråer eller Komm, tidigare Sveriges Reklamförbund, är en branschorganisation för byråer inom reklam, public relations och marknadskommunikation. De fungerar som en intresseorganisation för fristående företag som huvudsakligen är verksamma konsulter inom reklam, public relations, media, mobilt, event, direktreklam, design och action marketing.
Sveriges Kommunikationsbyråer definierar reklam i vid bemärkelse omfattande en eller flera moment i kedjan analys, strategi, gestaltning, implementering och uppföljning, syftande till ömsesidig nytta och stärkt konkurrenskraft för byråer och beställare.[källa behövs]

## Ansvarig Reklamutgivare
ARU, Ansvarig Reklamutgivare, är ett krav för medlemskap i Sveriges Kommunikationsbyråer. ARU erhålls efter genomförd och godkänd utbildning i marknadsrätt och annan juridik som är relevant. ARU-kompetensen förnyas åtminstone vart femte år genom VARU - Vidareutbildning av Ansvarig Reklamutgivare.

## Etiska frågor
Sveriges Kommunikationsbyråer engagerar sig i etiska frågor och vill öka kunskapen om hur reklam påverkar näringsliv och samhälle. Förbundet är en av huvudmännen bakom Reklamombudsmannen.

## Tävlingar
Guldägget startade 1961 och är Sveriges äldsta reklamtävling. Tävlingens syfte är att lyfta fram Sveriges bästa reklam, föra svensk reklam framåt och höja den kreativa standarden. Guldägget belönar både byrån som gjort reklamen och uppdragsgivaren. Pristagarna belönas med Guldägg, Silverägg eller Diplom i elva kategorier och de fem specialpriserna Guldäggsplaketten, Guldskrift, Platinaägget, Kycklingstipendiet och Mediepriset.
En ny utmärkelse har skapats av Sveriges Kommunikationsbyråer, Svensk Form och Stiftelsen Svensk Industridesign: "Swedish Design Award" för att belöna Sveriges bästa design med utmärkelsen >>Design S<<. Utmärkelsen utdelades för första gången år 2005. Under 2009 lämnade Sveriges Kommunikationsbyråer tävlingen som delägare.

## Företrädare

### Verkställande direktör
- Bengt Hanser, 1986-1987
- Ann Looström 1987-1995
- Stefan Skogh 1995-1998
- Anna Serner 1998-2006
- Pia Grahn Brikell 2006-2009
- Björn Rietz 2009
- Jessica Bjurström 2010-2020
- Linda Nilsson 2020-

### Ordförande
- Lars Falk 1986-1988
- Kurt Lundkvist 1988-1990
- Nils Welinder 1990-1991
- Jörgen Askelöf 1991-1996
- Christian Preisler 1996-2000
- Ulf Enander, 2000-2003
- Hans Sydow, 2004-2008
- Elisabeth Ström, 2008-2009
- Ulf Strömqvist, 2009-2011
- Gustav Martner 2011-2015
- David Orlic 2015-2019[3]
- Helena Westin 2019-[4][5]